# نحوه برخورد
نحوه برخورد (به انگلیسی: How to Deal) فیلمی محصول سال ۲۰۰۳ و به کارگردانی کلیر کیلنر است. در این فیلم بازیگرانی همچون مندی مور، الیسون جنی، ترنت فورد، الکساندرا هولدن، دیلن بیکر، پیتر گلگر، نینا فوخ، مکنزی آستین، سونیا اسمیتس، جان وایت، شارلوت سالیوان و انیس اسمر ایفای نقش کرده‌اند.